# هنري سانت جورج تاكر
هنري سانت جورج تاكر (بالإنجليزية: Henry St. George Tucker)‏ هو قسيس أمريكي، ولد في 16 يوليو 1874 في وارسو في الولايات المتحدة، وتوفي في 8 أغسطس 1959 في ريتشموند في الولايات المتحدة.